# Championnat de Belgique de football 1947-1948
Navigation
Saison précédente Saison suivante
Le championnat de Belgique de football 1947-1948 est la 45e saison du championnat de première division belge. Son nom officiel est « Division d'Honneur ». 
Dorévant la compétition regroupe 16 équipes. Ce format va rester inchangé jusqu'au terme de la saison 1973-1974. On constate que les clubs anversois et bruxellois sont les plus présents avec 11 équipes sur 16. Mais la fin de la période dorée s'annonce pour ces deux régions. La répartition des participants va évoluer au fil des saisons.
Le titre revient au R. FC Malinois, champion pour la troisième fois de son Histoire en cinq saisons disputées. Le club devra ensuite patienter plus de quarante ans avant de coiffer à nouveau les lauriers nationaux. Le champion sortant, le R. SC Anderlechtois, se classe deuxième, le R. FC Liégeois complétant le podium.

## Clubs participants
Seize clubs prennent part à ce championnat, c'est trois de moins que lors de l'édition précédente. Ceux dont le matricule est mis en gras existent toujours aujourd'hui.
| #  | Nom                                       | Mat. | Ville                 | Stades                       | Entraîneur         | En D1 depuis (série) | Total en D1 | Saison précédente |
| -- | ----------------------------------------- | ---- | --------------------- | ---------------------------- | ------------------ | -------------------- | ----------- | ----------------- |
| 1  | Royal Sporting Club Anderlechtois         | 35   | Anderlecht            | Stade Émile Versé            | Georges Perino     | 1935-1936 (10e)      | 17e         | 1er               |
| 2  | Royal Antwerp Football Club               | 1    | Anvers                | Bosuilstadion                | Gustave Pelsmaeker | 1901-1902 (39e)      | 44e         | 4e                |
| 3  | Royal Beerschot Athletic Club             | 13   | Anvers                | Kiel                         | Émile Stijnen      | 1907-1908 (33e)      | 39e         | 12e               |
| 4  | Royal Berchem Sport                       | 28   | Berchem               | Het Rooi                     | ?                  | 1943-1944 (4e)       | 17e         | 6e                |
| 5  | Koninklijke Boom Football Club            | 58   | Boom                  | ?                            | ?                  | 1945-1946 (3e)       | 6e          | 14e               |
| 6  | Royal Racing Club de Bruxelles            | 6    | Uccle                 | Stade du Vivier d'Oie        | ?                  | 1945-1946 (3e)       | 35e         | 5e                |
| 7  | Royal Olympic Club Charleroi              | 246  | Montignies-sur-Sambre | Stade de la Neuville         | Emerich Grunbaum   | 1937-1938 (8e)       | 8e          | 2e                |
| 8  | Royal Charleroi Sporting Club             | 22   | Charleroi             | Stade du Mambourg            | ?                  | 1947-1948 (1re)      | 1re         | Division 1B : 1er |
| 9  | Association Royale Athlétique La Gantoise | 7    | Gentbrugge            | Stade Jules Otten            | Edmond Delfour     | 1936-1937 (9e)       | 20e         | 11e               |
| 10 | Royal Football Club Liégeois              | 4    | Rocourt               | Stade Vélodrome Oscar Flesch | Alexis Chantraine  | 1945-1946 (3e)       | 19e         | 7e                |
| 11 | Royal Standard Club Liège                 | 16   | Sclessin              | Stade de Sclessin            | Marcelin Waroux    | 1921-1922 (24e)      | 29e         | 9e                |
| 12 | Koninklijke Lierse Sportkring             | 30   | Lierre                | Lispersteenweg               | George Berry       | 1927-1928 (18e)      | 18e         | 10e               |
| 13 | Koninklijke Lyra                          | 52   | Lierre                | Lyrastadion                  | ?                  | 1946-1947 (2e)       | 9e          | 8e                |
| 14 | Royal Football Club Malinois              | 25   | Malines               | Achter de Kazerne            | Maurice Bourgeois  | 1928-1929 (17e)      | 20e         | 3e                |
| 15 | Union Saint-Gilloise Société Royale       | 10   | Uccle                 | Stade du Parc Duden          | Paul Grumeau       | 1901-1902 (39e)      | 39e         | 13e               |
| 16 | Royal Uccle Sport                         | 15   | Uccle                 | Chaussée de Neerstalle       | ?                  | 1947-1948 (1re)      | 4e          | Division 1A : 1er |

### Localisation des clubs
| Anvers Lierse Lyra Boom FC Malinois Bruxelles Olympic CC Charleroi SC La Gantoise Standard CL FC Liégeois |

#### Localisation des clubs bruxellois
les 4 cercles bruxellois sont:
(6) R. SC Anderlechtois
(7) Union SG SR
(9) R. Uccle Sport
 (10) R. Racing CB

#### Localisation des clubs anversois
les 3 cercles anversois sont :
(1) R. Antwerp FC
(2) R. Beerschot AC
 (3) K. Berchem Sport

## Déroulement de la saison

### Malines reprend le titre
Battu la saison précédente par le Sporting d'Anderlecht, le FC Malinois est de nouveau en lutte pour le titre avec le club bruxellois. Le FC Liégeois et l'Antwerp se mêlent à la lutte en début de saison mais finissent par décrocher. La bataille entre malinois et bruxellois est également le théâtre d'un duel entre deux buteurs d'exception, Albert De Cleyn pour Malines et Jef Mermans pour Anderlecht. Partenaires en équipe nationale, les deux attaquants sont aujourd'hui les deux meilleurs buteurs de l'histoire du championnat de Belgique.
Grâce à une fin de saison tonitruante, le FC Malinois prend ses distances face aux « Mauves », qui ne reviendront plus dans la course au titre. Le club situé « Achter de Kazerne » remporte le troisième titre de son Histoire, tous conquis sur les cinq dernières saisons jouées. Anderlecht décroche le premier accessit et le FC Liégeois prend la troisième place.

### Première relégation pour le Lierse, dernière pour Uccle Sport
En bas de classement, la lutte pour le maintien concerne six clubs dont les deux promus, le Sporting Charleroi et Uccle Sport. Plus surprenant, le Lierse, champion six ans plus tôt, est également mal en point et doit lutter pour éviter la relégation. Il subit de sévères défaites face aux ténors du championnat, Anderlecht (3-7) et l'Antwerp (0-7) mais également une correction sur le terrain d'Uccle Sport (8-2), un concurrent direct. Trop faible défensivement, le club lierrois termine la saison en dernière position et subit la première relégation de son Histoire après dix-huit saisons de présence en Division d'Honneur, ponctuées par deux titres de champion de Belgique.
L'autre club condamné est Uccle Sport. Promu en début de saison, le club débute mal son championnat et enchaîne les résultats négatifs, sans toutefois subir de grosses « raclées ». En fin de saison, il ne lui manque que trois points, comme le Lierse, pour se maintenir parmi l'élite. Le club recule donc en Division 1 douze mois après l'avoir quittée. Il ne rejouera plus jamais en première division par la suite, reculant dans la hiérarchie jusqu'à sa disparition en 1990.

## Résultats

### Résultats des rencontres
Avec seize clubs engagés, 240 matches sont au programme de la saison.
| Résultats (▼dom., ►ext.)                                   | AND | ANT | BEE | BER | BOO | RCB | CHA | GAN | FCL | LIE | LYR | FCM | OLY | STA | USG | UCC |
| R. SC Anderlechtois                                        |     | 1-0 | 5-2 | 6-0 | 3-2 | 3-1 | 2-0 | 2-2 | 2-3 | 1-0 | 1-0 | 1-1 | 0-3 | 7-4 | 2-2 | 2-0 |
| R. Antwerp FC                                              | 1-1 |     | 5-1 | 4-1 | 1-2 | 2-0 | 0-0 | 1-0 | 0-2 | 3-0 | 4-3 | 4-1 | 1-0 | 1-4 | 8-2 | 2-0 |
| R. Beerschot AC                                            | 0-4 | 1-0 |     | 0-0 | 9-1 | 0-2 | 4-2 | 2-1 | 1-3 | 1-3 | 3-2 | 4-1 | 2-1 | 1-1 | 2-5 | 2-1 |
| R. Berchem Sport                                           | 0-1 | 3-0 | 2-0 |     | 2-0 | 0-0 | 0-3 | 3-0 | 5-0 | 2-3 | 1-1 | 1-1 | 1-0 | 2-1 | 7-1 | 2-2 |
| K. Boom FC                                                 | 2-1 | 1-1 | 3-4 | 0-2 |     | 4-0 | 5-1 | 1-2 | 3-1 | 1-2 | 1-0 | 0-3 | 1-0 | 2-1 | 0-2 | 3-1 |
| R. Racing CB                                               | 4-0 | 1-4 | 2-2 | 1-3 | 2-2 |     | 4-2 | 2-1 | 1-2 | 0-0 | 1-0 | 4-4 | 0-0 | 3-1 | 0-6 | 2-0 |
| R. Charleroi SC                                            | 4-1 | 2-1 | 3-2 | 5-2 | 4-0 | 2-0 |     | 3-1 | 2-4 | 1-1 | 1-4 | 1-6 | 1-4 | 3-2 | 6-1 | 2-3 |
| ARA La Gantoise                                            | 1-0 | 0-2 | 0-4 | 6-4 | 1-1 | 1-3 | 2-0 |     | 0-0 | 1-0 | 3-1 | 0-0 | 3-1 | 2-2 | 1-2 | 3-0 |
| R. FC Liégeois                                             | 3-5 | 4-0 | 2-3 | 0-2 | 2-0 | 4-2 | 3-2 | 5-0 |     | 1-3 | 4-2 | 1-1 | 2-1 | 5-0 | 3-3 | 5-4 |
| K. Lierse SK                                               | 3-7 | 0-7 | 0-2 | 3-2 | 1-2 | 6-1 | 3-3 | 1-4 | 3-2 |     | 0-4 | 4-3 | 2-0 | 3-1 | 1-2 | 0-1 |
| K. Lyra                                                    | 0-4 | 2-1 | 3-2 | 1-1 | 0-2 | 0-0 | 7-1 | 2-2 | 1-3 | 4-1 |     | 3-0 | 1-1 | 2-0 | 0-2 | 1-2 |
| R. FC Malinois                                             | 2-0 | 1-1 | 4-1 | 2-1 | 2-1 | 0-2 | 2-1 | 3-0 | 4-0 | 2-0 | 2-1 |     | 3-1 | 4-2 | 4-1 | 1-1 |
| R. Olympic CC                                              | 4-0 | 4-1 | 3-1 | 2-2 | 4-3 | 1-1 | 4-0 | 1-2 | 3-0 | 6-0 | 4-1 | 0-1 |     | 0-3 | 4-2 | 1-3 |
| R. Standard CL                                             | 3-2 | 0-0 | 1-2 | 9-0 | 0-2 | 5-0 | 2-2 | 1-1 | 3-3 | 5-1 | 1-2 | 1-4 | 2-0 |     | 4-1 | 4-2 |
| Union St-Gilloise SR                                       | 1-4 | 0-3 | 5-0 | 5-1 | 1-0 | 3-2 | 2-1 | 4-5 | 3-4 | 4-1 | 1-5 | 0-1 | 0-1 | 0-3 |     | 2-1 |
| R. Uccle Sport                                             | 2-4 | 0-3 | 2-1 | 2-1 | 0-2 | 2-0 | 1-2 | 4-5 | 3-2 | 8-2 | 0-2 | 2-7 | 1-2 | 2-0 | 2-2 |     |
| - Victoire à domicile - Match nul - Victoire à l'extérieur |     |     |     |     |     |     |     |     |     |     |     |     |     |     |     |     |

### Classement final
| Rang | Équipe               | Pts | J  | G  | N | P  | Bp | Bc | Diff |
| ---- | -------------------- | --- | -- | -- | - | -- | -- | -- | ---- |
| 1    | R. FC MALINOIS       | 43  | 30 | 18 | 7 | 5  | 70 | 39 | +31  |
| 2    | R.SC Anderlechtois T | 38  | 30 | 17 | 4 | 9  | 72 | 50 | +22  |
| 3    | R. FC Liégeois       | 36  | 30 | 16 | 4 | 10 | 73 | 62 | +11  |
| 4    | R. Antwerp FC        | 35  | 30 | 15 | 5 | 10 | 61 | 37 | +24  |
| 5    | ARA La Gantoise      | 31  | 30 | 12 | 7 | 11 | 50 | 55 | -5   |
| 6    | R. Olympic CC        | 30  | 30 | 13 | 4 | 13 | 56 | 40 | +16  |
| 7    | R. Berchem Sport     | 29  | 30 | 11 | 7 | 12 | 53 | 59 | -6   |
| 8    | K. Boom FC           | 29  | 30 | 13 | 3 | 14 | 47 | 53 | -6   |
| 9    | R. Beerschot AC      | 29  | 30 | 13 | 3 | 14 | 59 | 67 | -8   |
| 10   | Union St-Gilloise SR | 29  | 30 | 13 | 3 | 14 | 65 | 76 | -11  |
| 11   | K. Lyra              | 27  | 30 | 11 | 5 | 14 | 55 | 49 | +6   |
| 12   | R. Racing CB         | 26  | 30 | 9  | 8 | 13 | 41 | 60 | -19  |
| 13   | R. Standard CL       | 26  | 30 | 10 | 4 | 14 | 66 | 59 | +7   |
| 14   | R. Charleroi SC      | 26  | 30 | 11 | 4 | 15 | 60 | 73 | -13  |
| 15   | R. Uccle Sport       | 23  | 30 | 10 | 3 | 17 | 52 | 67 | -15  |
| 16   | K. Lierse SK         | 23  | 30 | 10 | 3 | 17 | 47 | 81 | -34  |

Légende
- Champion de Belgique 1948
- Club relégué pour la saison suivante

Abréviations
T : Tenant du titre 1947

 : club promu de Division 1 depuis la saison précédente

### Meilleur buteur
Jan Goossens (R. Olympic CC), avec 25 buts. Il est le neuvième joueur belge, le douzième dans l'absolu, à terminer deux fois meilleur buteur de l'élite belge.

#### Classement des buteurs
Le tableau ci-dessous reprend les onze meilleurs buteurs du championnat.
| #   | Pays | Joueur                | Club                      | Buts | Matches joués |
| --- | ---- | --------------------- | ------------------------- | ---- | ------------- |
| 1.  |      | Jan Goossens          | Olympic Club de Charleroi | 25   | 28            |
| 2.  |      | Jef Mermans           | R. SC Anderlechtois       | 23   | 26            |
| 3.  |      | Franz Carlier         | R. Standard CL            | 22   | 28            |
| =.  |      | René Thirifays        | R. Charleroi SC           | 22   | 29            |
| 5.  |      | Paul Deschamps        | R. FC Liégeois            | 21   | 23            |
| 6.  |      | Henri Govard          | R. FC Liégeois            | 20   | 28            |
| 7.  |      | Gustaaf Van Den Bergh | Lyra KM                   | 19   | 27            |
| =.  |      | René Geuns            | R. Antwerp FC             | 19   | 28            |
| =.  |      | Albert De Cleyn       | R. FC Malinois            | 19   | 29            |
| 10. |      | Léopold Anoul         | R. FC Liégeois            | 18   | 30            |
| =.  |      | Victor Lemberechts    | R. FC Malinois            | 18   | 30            |

## Récapitulatif de la saison
- Champion : R. FC Malinois (3e titre)
- Huitième équipe à remporter trois titres de champion
- Quinzième titre pour la province d'Anvers.

| Région flamande (8)             | Région flamande (8) | Province de Brabant (4)      | Province de Brabant (4) | Région wallonne (4)    | Région wallonne (4) |
| ------------------------------- | ------------------- | ---------------------------- | ----------------------- | ---------------------- | ------------------- |
| Province d'Anvers               | 7                   | Région de Bruxelles-Capitale | 4                       | Province de Hainaut    | 2                   |
| Province de Flandre-Occidentale | 0                   | Province du Brabant flamand  | 0                       | Province de Liège      | 2                   |
| Province de Flandre-Orientale   | 1                   | Province du Brabant wallon   | 0                       | Province de Luxembourg | 0                   |
| Province de Limbourg            | 0                   |                              |                         | Province de Namur      | 0                   |

1. ↑  Au niveau footballistique, la province de Brabant est toujours unitaire malgré sa partition territoriale en 1995.

### Admission et relégation
À la fin de la saison, Uccle Sport et le Lierse sont relégués en Division 1 (D2). Pour les ucclois c'est un adieu définitif au plus haut niveau. Ils sont remplacés par le Racing de Malines et Tilleur, qui font leur retour après respectivement huit et deux saisons d'absence.

### Changement d'appellation
Avant le début de la saison, le Koninklijke Liersche Sportkring adapte l'orthographe de son appellation officielle et devient le Koninklijke Lierse Sportkring.

### Débuts en Division d'Honneur
Un club fait ses débuts dans la plus haute division belge. Il est le 43e club différent à y apparaître.
- Le Royal Charleroi Sporting Club est le 2e club de la province de Hainaut à évoluer dans la plus haute division belge.

### Bilan de la saison
| Championnat de Belgique de football 1947-1948 |                           |
| Champion                                      | R. FC Malinois (3e titre) |
| Dauphin                                       | R. SC Anderlechtois       |
| Promotions et relégations                     |                           |
| Promus en Division d'Honneur                  | RC Mechelen KM            |
| Promus en Division d'Honneur                  | R. Tilleur FC             |
| Relégués en Division 1                        | R. Uccle Sport            |
| Relégués en Division 1                        | K. Lierse SK              |